# Selección de fútbol sub-20 de Bosnia y Herzegovina
La Selección de fútbol sub-20 de Bosnia y Herzegovina es el equipo que representa al país en el Mundial Sub-20, en Fútbol en los Juegos del Mediterráneo y en la Eurocopa Sub-19; y es controlado por la Federación de Fútbol de Bosnia y Herzegovina.

## Participaciones

### Mundial Sub-20
| Año   | Ronda          | J              | G              | E              | P              | GF             | GC             |
| ----- | -------------- | -------------- | -------------- | -------------- | -------------- | -------------- | -------------- |
| 1977  | Ver Yugoslavia | Ver Yugoslavia | Ver Yugoslavia | Ver Yugoslavia | Ver Yugoslavia | Ver Yugoslavia | Ver Yugoslavia |
| 1979  | Ver Yugoslavia | Ver Yugoslavia | Ver Yugoslavia | Ver Yugoslavia | Ver Yugoslavia | Ver Yugoslavia | Ver Yugoslavia |
| 1981  | Ver Yugoslavia | Ver Yugoslavia | Ver Yugoslavia | Ver Yugoslavia | Ver Yugoslavia | Ver Yugoslavia | Ver Yugoslavia |
| 1983  | Ver Yugoslavia | Ver Yugoslavia | Ver Yugoslavia | Ver Yugoslavia | Ver Yugoslavia | Ver Yugoslavia | Ver Yugoslavia |
| 1985  | Ver Yugoslavia | Ver Yugoslavia | Ver Yugoslavia | Ver Yugoslavia | Ver Yugoslavia | Ver Yugoslavia | Ver Yugoslavia |
| 1987  | Ver Yugoslavia | Ver Yugoslavia | Ver Yugoslavia | Ver Yugoslavia | Ver Yugoslavia | Ver Yugoslavia | Ver Yugoslavia |
| 1989  | Ver Yugoslavia | Ver Yugoslavia | Ver Yugoslavia | Ver Yugoslavia | Ver Yugoslavia | Ver Yugoslavia | Ver Yugoslavia |
| 1991  | Ver Yugoslavia | Ver Yugoslavia | Ver Yugoslavia | Ver Yugoslavia | Ver Yugoslavia | Ver Yugoslavia | Ver Yugoslavia |
| 1993  | No participó   | No participó   | No participó   | No participó   | No participó   | No participó   | No participó   |
| 1995  | No participó   | No participó   | No participó   | No participó   | No participó   | No participó   | No participó   |
| 1997  | No clasificó   | No clasificó   | No clasificó   | No clasificó   | No clasificó   | No clasificó   | No clasificó   |
| 1999  | No clasificó   | No clasificó   | No clasificó   | No clasificó   | No clasificó   | No clasificó   | No clasificó   |
| 2001  | No clasificó   | No clasificó   | No clasificó   | No clasificó   | No clasificó   | No clasificó   | No clasificó   |
| 2003  | No clasificó   | No clasificó   | No clasificó   | No clasificó   | No clasificó   | No clasificó   | No clasificó   |
| 2005  | No clasificó   | No clasificó   | No clasificó   | No clasificó   | No clasificó   | No clasificó   | No clasificó   |
| 2007  | No clasificó   | No clasificó   | No clasificó   | No clasificó   | No clasificó   | No clasificó   | No clasificó   |
| 2009  | No clasificó   | No clasificó   | No clasificó   | No clasificó   | No clasificó   | No clasificó   | No clasificó   |
| 2011  | No clasificó   | No clasificó   | No clasificó   | No clasificó   | No clasificó   | No clasificó   | No clasificó   |
| 2013  | No clasificó   | No clasificó   | No clasificó   | No clasificó   | No clasificó   | No clasificó   | No clasificó   |
| 2015  | No clasificó   | No clasificó   | No clasificó   | No clasificó   | No clasificó   | No clasificó   | No clasificó   |
| 2017  | No clasificó   | No clasificó   | No clasificó   | No clasificó   | No clasificó   | No clasificó   | No clasificó   |
| 2019  | No clasificó   | No clasificó   | No clasificó   | No clasificó   | No clasificó   | No clasificó   | No clasificó   |
| 2023  | No clasificó   | No clasificó   | No clasificó   | No clasificó   | No clasificó   | No clasificó   | No clasificó   |
| 2025  | No clasificó   | No clasificó   | No clasificó   | No clasificó   | No clasificó   | No clasificó   | No clasificó   |
| Total | 0/24           | 0              | 0              | 0              | 0              | 0              | 0              |

### Eurocopa Sub-18/Sub-19
| Año   | Ronda        | J            | G            | E            | P            | GF           | GC           | GD           |             |
| ----- | ------------ | ------------ | ------------ | ------------ | ------------ | ------------ | ------------ | ------------ | ----------- |
| 1998  |              |              |              |              |              |              |              |              |             |
| 1999  |              |              |              |              |              |              |              |              |             |
| 2000  |              |              |              |              |              |              |              |              |             |
| 2001  |              |              |              |              |              |              |              |              |             |
| 2002  |              |              |              |              |              |              |              |              |             |
| 2003  |              |              |              |              |              |              |              |              |             |
| 2004  |              |              |              |              |              |              |              |              |             |
| 2005  |              |              |              |              |              |              |              |              |             |
| 2006  |              |              |              |              |              |              |              |              |             |
| 2007  |              |              |              |              |              |              |              |              |             |
| 2008  |              |              |              |              |              |              |              |              |             |
| 2009  |              |              |              |              |              |              |              |              |             |
| 2010  |              |              |              |              |              |              |              |              |             |
| 2011  |              |              |              |              |              |              |              |              |             |
| 2012  |              |              |              |              |              |              |              |              |             |
| 2013  |              |              |              |              |              |              |              |              |             |
| 2014  |              |              |              |              |              |              |              |              |             |
| 2015  |              |              |              |              |              |              |              |              |             |
| 2016  |              |              |              |              |              |              |              |              |             |
| 2017  |              |              |              |              |              |              |              |              |             |
| 2018  |              |              |              |              |              |              |              |              |             |
| 2019  |              |              |              |              |              |              |              |              |             |
| 2020  | Cancelado    | Cancelado    | Cancelado    | Cancelado    | Cancelado    | Cancelado    | Cancelado    | Cancelado    |             |
| 2021  | Cancelado    | Cancelado    | Cancelado    | Cancelado    | Cancelado    | Cancelado    | Cancelado    | Cancelado    |             |
| 2022  | No clasificó | No clasificó | No clasificó | No clasificó | No clasificó | No clasificó | No clasificó | No clasificó |             |
| 2023  | No clasificó | No clasificó | No clasificó | No clasificó | No clasificó | No clasificó | No clasificó | No clasificó |             |
| 2024  | No clasificó | No clasificó | No clasificó | No clasificó | No clasificó | No clasificó | No clasificó | No clasificó |             |
| 2025  | Por definir  | Por definir  | Por definir  | Por definir  | Por definir  | Por definir  | Por definir  | Por definir  | Por definir |
| Total | 0/24         | 0            | 0            | 0            | 0            | 0            | 0            | 0            |             |

### Juegos del Mediterráneo
| Récord | Récord         | Récord | Récord | Récord | Récord | Récord | Récord | Récord | Récord |
| Año    | Ronda          | Pos.   | J      | G      | E      | P      | GF     | GC     | GD     |
| ------ | -------------- | ------ | ------ | ------ | ------ | ------ | ------ | ------ | ------ |
| 2013   | Fase de grupos | 5.º    | 5      | 2      | 1      | 2      | 11     | 12     | -1     |